# Мігель Брітос
Мігель Брітос (ісп. Miguel Ángel Britos, нар. 17 липня 1985, Монтевідео) — уругвайський футболіст, захисник клубу «Наполі».
Насамперед відомий виступами за «Болонью».

## Ігрова кар'єра
У дорослому футболі дебютував 2004 року виступами за «Фенікс» (Монтевідео), в якому провів два сезони, взявши участь у 12 матчах чемпіонату.
Згодом з 2006 по 2008 рік грав у складі команд клубів «Хувентуд» та «Монтевідео Вондерерс».
Своєю грою за останню команду привернув увагу представників тренерського штабу італійської «Болоньї», до складу якого приєднався влітку 2008 року за 4 млн євро. Відіграв за болонську команду наступні три сезони своєї ігрової кар'єри. Більшість часу, проведеного у складі «Болоньї», був основним гравцем захисту команди.
До складу клубу «Наполі» приєднався 12 липня 2011 року за 8 млн євро, підписавши контракт на 4 роки. Проте вже на предсезонних зборах отримав серйозну травму і дебютував за нову команду лише на початку 2012 року. В тому ж сезоні допоміг команді виграти Кубок Італії.
Відіграв за «Наполі» 63 матчі в національному чемпіонаті.
22 липня 2015 року Мігель приєднався до «Вотфорда», підписавши з клубом трирічний контракт. В червні 2018 року «Вотфорд» продовжив його контракт ще на один рік.

## Статистика виступів

### Статистика клубних виступів
Станом на кінець 2017-2018 сезону
| Клуб                     | Сезон              | Ліга               | Вітчизняна ліга | Вітчизняна ліга | Вітчизняні кубки | Вітчизняні кубки | Континентальні кубки | Континентальні кубки | Загалом | Загалом |
| Клуб                     | Сезон              | Ліга               | Ігри            | Голи            | Ігри             | Голи             | Ігри                 | Голи                 | Ігри    | Голи    |
| ------------------------ | ------------------ | ------------------ | --------------- | --------------- | ---------------- | ---------------- | -------------------- | -------------------- | ------- | ------- |
| «Фенікс» (Монтевідео)    | 2005–06            | Прімера Дивізіон   | 12              | 0               | -                | -                | -                    | -                    | 12      | 0       |
| «Хувентуд» (Лас-П'єрдас) | 2006–07            | Сегунда Дивізіон   | 16              | 1               | -                | -                | -                    | -                    | 16      | 1       |
| «Монтевідео Вондерерс»   | 2007–08            | Прімера Дивізіон   | 26              | 1               | -                | -                | 2                    | 0                    | 28      | 1       |
| «Болонья»                | 2008–09            | Серія А            | 14              | 1               | 2                | 0                | -                    | -                    | 16      | 1       |
| «Болонья»                | 2009–10            | Серія А            | 23              | 0               | 1                | 0                | -                    | -                    | 24      | 0       |
| «Болонья»                | 2010–11            | Серія А            | 34              | 3               | 0                | 0                | -                    | -                    | 34      | 3       |
| «Наполі»                 | 2011–12            | Серія А            | 11              | 1               | 2                | 0                | 0                    | 0                    | 13      | 1       |
| «Наполі»                 | 2012–13            | Серія А            | 22              | 0               | 1                | 0                | 3                    | 0                    | 27      | 0       |
| «Наполі»                 | 2013–14            | Серія А            | 16              | 1               | 1                | 0                | 5                    | 0                    | 22      | 1       |
| «Наполі»                 | 2014–15            | Серія А            | 17              | 1               | 4                | 0                | 12                   | 0                    | 33      | 1       |
| «Вотфорд»                | 2015–16            | Прем'єр-ліга       | 24              | 0               | 3                | 0                | 0                    | 0                    | 27      | 0       |
| «Вотфорд»                | 2016–17            | Прем'єр-ліга       | 27              | 1               | 2                | 0                | 0                    | 0                    | 29      | 1       |
| «Вотфорд»                | 2017–18            | Прем'єр-ліга       | 12              | 0               | 0                | 0                | 0                    | 0                    | 12      | 0       |
| Загалом за кар'єру       | Загалом за кар'єру | Загалом за кар'єру | 256             | 12              | 16               | 0                | 22                   | 0                    | 285     | 12      |

## Титули і досягнення
- Володар Кубка Італії (2):

«Наполі»: 2011-12, 2013-14
- Володар Суперкубка Італії (1):

«Наполі»: 2014.